# Kazimierz Filipiak (duchowny)
Kazimierz Filipiak (ur. 24 stycznia 1910 w Tymbarku, powiat limanowski, zm. 26 września 1992 w Gdańsku) – polski duchowny katolicki obrządku ormiańskiego, wikariusz generalny prymasa Polski dla wiernych tego obrządku.
Był synem urzędnika pocztowego Tomasza i Wiktorii z Sędzików. Ukończył szkołę podstawową w Tymbarku, w latach 1924-1932 uczęszczał do IV Państwowego Gimnazjum im. Jana Długosza we Lwowie. Tamże w maju 1932 zdał egzamin dojrzałości, by rozpocząć studia z filologii klasycznej na Wydziale Humanistycznym Uniwersytetu Lwowskiego. Od 1933 studiował teologię na Uniwersytecie Lwowskim oraz w przemyskim Seminarium Duchownym, uzyskując magisterium teologii. Święcenia kapłańskie przyjął w Przemyślu 26 czerwca 1938 z rąk łacińskiego biskupa przemyskiego Franciszka Bardy.
Krótko po święceniach, wskutek zabiegów borykającego się z niedostatkiem powołań kapłańskich metropolity ormiańskiego abpa Józefa Teodorowicza, został skierowany do posługi w obrządku ormiańskim i mianowany wikariuszem lwowskiej archikatedry ormiańskiej. W październiku 1938 przeniesiono go do Stanisławowa, gdzie był wikariuszem ormiańskiego kościoła parafialnego Najświętszej Maryi Panny Łaskawej, a od maja 1944 tamże proboszczem i kustoszem cudownego obrazu maryjnego. W maju 1946 zmuszony przez władze sowieckie do wyjazdu, po kilkumiesięcznej podróży dotarł do rodzinnego Tymbarku. Tam przez dwa lata pozostawał jako rezydent miejscowej parafii. Nową placówkę duszpasterską znalazł po spotkaniu z prymasem Augustem Hlondem i we wrześniu 1948 został mianowany wikariuszem substytutem w Mieścisku oraz administratorem parafii Pawłowo i Żydowo. Funkcje pełnił do września 1954, spotykając się wielokrotnie z szykanami miejscowych władz.
W latach 1954–1958 ponownie pozostawał rezydentem parafii tymbarskiej. W styczniu 1958 zwrócił się do gdańskiej kurii biskupiej z prośbą o przyjęcie do pracy duszpasterskiej w diecezji i w czerwcu tegoż roku otrzymał stanowisko rektora kościoła św. Piotra i Pawła w Gdańsku. W 1959 w "Miesięczniku Diecezji Gdańskiej" opublikował artykuł poświęcony kościołowi Kościół św. Piotra i Pawła w Gdańsku – w odbudowie (nr 8/9). Był członkiem podkomisji ds. statutów o kulcie religijnym i liturgii II Synodu Gdańskiego w kwietniu 1961. Funkcję rektora kościoła sprawował do lipca 1976. Działał zarazem w Gdańsku jako duszpasterz wiernych obrządku ormiańskiego. W 1985 kardynał Józef Glemp powierzył mu funkcję wikariusza generalnego prymasa Polski dla wiernych obrządku ormiańskiego.
Został pochowany w grobowcu księży na Cmentarzu Łostowickim w Gdańsku.